# Jelena Konstantinowna Ferrari

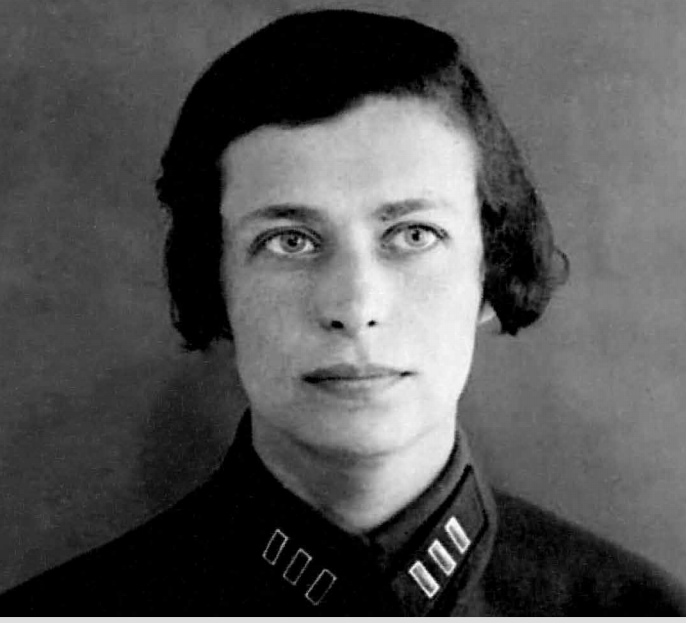
Jelena Konstantinowna Ferrari

Jelena Konstantinowna Ferrari (Pseudonym), geboren Olga Fjodorowna Rewsina, verheiratet Golubewa (Golubowskaja), (russisch Елена Константиновна Феррари, урожд. Ольга Фёдоровна Ревзина, в замужестве Голубева (Голубовская); * 1899 in Jekaterinoslaw; † 16. Juni 1938 in Kommunarka) war eine  sowjetische Agentin und Dichterin.

## Leben
Rewsina, Tochter des Steigers Fjodor Abramowitsch Rewsin, lebte zeitweise mit der schwerkranken Mutter in der Schweiz, die 1909 starb. Sie besuchte in Jekaterinoslaw das Gymnasium. Sie beherrschte Englisch, Französisch, Deutsch, Italienisch und Türkisch. Auf ihre vermutete jüdische Herkunft und ihr italienisches Aussehen wies der Journalist Nikolai Tschebyschow hin, wie Wladislaw Chodassewitsch erwähnte.
Mit 14 Jahren verließ Rewsina das Elternhaus und arbeitete bei einem Dorfschneider, auf Äckern und schließlich in einem Fotostudio in Jekaterinoslaw. Sie schloss 1916 die 6. Klasse des Gymnasiums ab und arbeitete im Jekaterinoslawer Zweigwerk der Maschinenfabrik Brjansk.
Nach der Februarrevolution 1917 wurde Rewsina technische Sekretärin der Zeitung Swesda, nachdem sie sich 1916 den Bolschewiki angeschlossen hatte. Sie arbeitete im Südarbeit-Werk und wurde zur Vorsitzenden eines der Jekaterinoslawer Rajon-Sowjets gewählt. Im Oktober 1917 wurde sie Sekretärin des Stadt-Exekutivkomitees.
Mit ihrem älteren Bruder Wladimir trennte sie sich von den Bolschewiki und schloss sich den Anarchisten an. Sie beteiligte sich an der Aufstellung einer nach Bakunin benannten Anarchisten-Partisaneneinheit unter dem Kommando ihres Bruders. Sie heiratete den Arbeiter Grigori Golubew aus der Einheit, dessen Nachnamen sie übernahm.
Nach der Oktoberrevolution nahm Golubewa in der Roten Armee am Bürgerkrieg teil. Sie war Krankenschwester, Schützin, Kommandeurin einer Schützeneinheit und Aufklärerin hinter den Denikin-Truppen. In den Kämpfen verlor sie einen Finger.
Im Mai 1920 wurde Golubewa vom Kommandeur der 12. Armee Semjon Aralow nach Moskau zum Studium in Kontroll- und Aufklärungskursen geschickt. Im Auftrag der sowjetischen Aufklärung machte sie sich im März 1921 auf den Weg in die Türkei. Nach Informationen Maxim Gorkis von 1923 war sie an dem Zusammenstoß am 15. Oktober 1921 des aus dem sowjetischen  Batumi kommenden italienischen Dampfers Adria mit der Wrangel-Yacht Lukull auf der Reede von Konstantinopel beteiligt. Wrangel befand sich nicht an Bord, aber drei Besatzungsmitglieder wurden getötet, und Wrangels Geld und Wertsachen gingen verloren.
Als Jelena/Elena Ferrari kam Golubewa im November 1922 nach Berlin. Ihr Pseudonym benutzte sie nun ausschließlich bei allen ihren verschiedenen Tätigkeiten. Sie wohnte in Saarow und pflegte persönliche Bekanntschaften mit Maxim Gorki, Wiktor Schklowski, Wladislaw Chodassewitsch und anderen russischen Literaten in Berlin. Ihre schriftstellerischen Versuche legte sie Gorki und Schklowski zur Prüfung vor. Während Schklowski ihr riet, sich der modernen Literatur zuzuwenden, empfahl ihr Gorki, nicht Boris Pasternak und Wladimir Majakowski nachzuahmen, sondern Wladislaw Chodassewitsch in der Tradition Alexander Puschkins zu folgen.
Im November 1922 wurde Ferrari auch Assistentin des neuen Residenten der Aufklärung und OGPU Semjon Urizki in Paris. Ihren literarischen Freunden gegenüber begründete sie ihren Aufenthalt in Berlin Paris mit ihren literarischen Interessen, sodass Schklowski ihr ein Empfehlungsschreiben an den Futuristen Ilja Sdanewitsch gab. Im Winter 1922/1923 beteiligte sie sich an den Treffen im Berliner Haus der Künste, sodass ihr Name häufig in der Presse auftauchte. Sie stand in engem Kontakt mit dem futuristischen Maler Iwan Puni, der nicht weit von ihr in Berlin wohnte. Schklowski schrieb darüber in seiner Erzählung Zoo oder Briefe nicht über die Liebe. In Berlin trat sie auch mit dem Futuristen Ruggero Vasari auf. in der Ausgabe des Ogonjok in Berlin erschien 1923 ihre Gedichtsammlung Eriphilli. Ihre Prosa-Märchen, die Gorki im Gegensatz zu ihren Gedichten gefielen, sollten in Gorkis Berliner Zeitschrift Besseda (Diskurs) und als Buch veröffentlicht werden, was aber nicht zustande kam. Als Gorki im April 1923 von seinem Sohn Maxim Peschkow dank seiner Kontakte zur OGPU von Ferraris ständiger Verbindung zur OGPU erfuhr, warnte er Chodassewitsch.

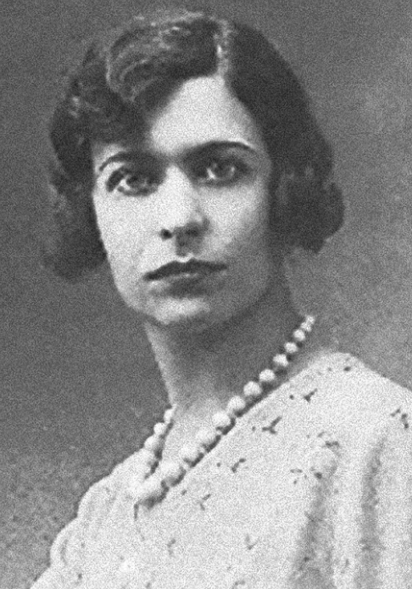
Elena Ferrari in den 1920er Jahren

Ferrari gab ihre Berliner literarischen Kontakte auf und kehrte nach Moskau zurück, wo sie sich im Dezember 1923 mit Pasternak und Sergei Bobrow traf. Mit einem neuen Aufklärungsauftrag ging sie nach Italien und setzte ihre literarische Tätigkeit zusammen mit dem Futuristen russischer Herkunft Vinicio Paladini fort. Sie schloss sich einer Gruppe italienischer Imaginisten an. Ihre neue italienische Gedichtsammlung Prinkipo erschien 1925. Das Buch schickte sie Gorki, mit dem sie seit dem Herbst 1924 wieder korrespondierte.
Nach der Rückkehr nach Moskau 1925 wurde Ferrari im Januar 1926 Mitarbeiterin der Aufklärungsverwaltung der Roten Armee, um im Sommer des Jahres aus dem Dienst entlassen zu werden. Sie arbeitete journalistisch für sowjetische Zeitungen und veröffentlichte weiter in Italien. 1930 wurde sie mit einem Aufklärungsauftrag nach Frankreich zum dortigen Residenten geschickt und Anfang 1933 wieder zurückgerufen. 1935–1936 arbeitete sie als Wera in den USA.
Während des Großen Terrors wurde Ferraris langjähriger Chef  Semjon Urizki 1937 verhaftet. Am 1. Dezember 1937 folgte Ferraris Verhaftung. Am 16. Juni 1938 wurde sie vom Militärkollegium des Obersten Gerichts der UdSSR wegen Spionage und Beteiligung an einer konterrevolutionären Organisation zur Höchststrafe verurteilt und am selben Tag erschossen. Am 23. März 1957 wurde sie rehabilitiert.
Ferraris Briefwechsel mit Gorki wurde 1963 teilweise veröffentlicht. Ihre Gedichte wurden in die Anthologie der 100 Dichterinnen des Silbernene Zeitalters aufgenommen. Ihre Gedichtsammlung Eriphilli wurde 2009 neu aufgelegt. Die NTW-Fernsehserie Legenda Ferrari wurden 2020 gezeigt.

## Ehrungen, Preise
- Rotbannerorden (1933)[3]